# Discestra confluens
Discestra confluens là một loài bướm đêm trong họ Noctuidae.